# آمریکا الیو
اِمـِریکا آثن اُلیوُ (انگلیسی: America Athene Olivo؛ زادهٔ ۵ ژانویهٔ ۱۹۷۸) هنرپیشه، مانکن و خواننده اهل ایالات متحده آمریکا است. وی از سال ۲۰۰۲ میلادی تاکنون مشغول فعالیت بوده‌است.

## گزیدهٔ آثار

### سینما
- مأموریت غیرممکن ۵
- تبدیل‌شوندگان: انتقام شکست‌خوردگان (۲۰۰۹)
- جمعه سیزدهم (۲۰۰۹)
- مرد آهنی (۲۰۰۸)

### تلویزیون
- انبار ۱۳ (۲۰۱۳)
- ان‌سی‌آی‌اس: لس‌آنجلس (۲۰۱۱)
- آشنایی با مادر (۲۰۰۶)
- دکتر هاوس (۲۰۰۶–۲۰۰۵)